# Campeonato Ecuatoriano de Fútbol 1960
El Campeonato Ecuatoriano de Fútbol 1960, conocido oficialmente como «Campeonato Nacional de Fútbol 1960», fue la 2.ª edición del Campeonato nacional de fútbol profesional en Ecuador. El torneo fue organizado por la Federación Deportiva Nacional del Ecuador (luego Asociación Ecuatoriana de Fútbol, hoy Federación Ecuatoriana de Fútbol) y contó con la participación de los 4 mejores equipos ubicados del Campeonato Profesional de Guayaquil y los 4 del Campeonato Profesional Interandino (Quito y Ambato).
Barcelona se coronó campeón por primera vez en su historia.

## Sistema de juego
El certamen quedó desierto por 2 años. El campeonato nacional se reinició en 1960, en su segunda edición.
No se disputaron los torneos de 1958 y 1959 por varias razones. Una de ellas fue el poco interés que despertó en el público el campeonato de 1957, en general, y en Guayaquil, en particular, ya que sus equipos tenían una continua actividad internacional; sobre todo Emelec, que se preparaba para un torneo entre los campeones sudamericanos.
En el segundo campeonato ecuatoriano, tomaron parte los 4 mejores equipos de la competencia denominada Campeonato de Guayaquil de la Asociación de Fútbol del Guayas contra sus similares de la competencia denominada Campeonato Interandino de la Asociación de Fútbol No Amateur de Pichincha (AFNA) - Asociación Profesional de Fútbol de Ambato (APFA).
Barcelona (volvió a esta lid tras 3 años de ausencia), Emelec (también volvió a esta lid tras 3 años de ausencia), Everest (como equipo sorpresa) y Patria (también como equipo sorpresa) se midieron —con el mismo sistema del primer campeonato ecuatoriano— con Deportivo Quito (volvió a esta lid tras 3 años de ausencia), Liga Deportiva Universitaria (como equipo sorpresa), España (también como equipo sorpresa) y Macará (también como equipo sorpresa). Es decir, jugaron en partidos de ida y vuelta los equipos de una misma asociación —se incluyó a Macará como parte de Pichincha— contra los equipos de la otra; no entre los de la misma provincia o, en este caso, asociación. En total son 4 equipos de la Costa y 4 equipos de la Sierra. El Barcelona, lo que le sirvió para coronarse campeón. En conmemoración al título el cantante puertorriqueño Daniel Santos "El inquieto anacobero" compuso la canción Dale chicha Barcelona.

## Equipos participantes
| Nombre del club                       | Ciudad    | Estadio                                                         | Capacidad     | Vía de clasificación                    |
| ------------------------------------- | --------- | --------------------------------------------------------------- | ------------- | --------------------------------------- |
| Barcelona Sporting Club               | Guayaquil | Modelo                                                          | 42.000        | 3° Lugar de la Copa de Guayaquil 1960   |
| Sociedad Deportivo Quito              | Quito     | Olímpico Municipal El Batán                                     | 45.000        | Subcampeón de la Copa Interandina 1960  |
| Club Sport Emelec                     | Guayaquil | George Capwell                                                  | 11.000        | Subcampeón de la Copa de Guayaquil 1960 |
| Sociedad Deportiva España             | Quito     | El Ejido                                                        | 20.000        | 3° Lugar de la Copa Interandina 1960    |
| Club Deportivo Everest                | Guayaquil | Modelo                                                          | 42.000        | Campeón de la Copa de Guayaquil 1960    |
| Liga Deportiva Universitaria de Quito | Quito     | Olímpico Municipal El Batán Universitario César Aníbal Espinoza | 45.000 15.000 | Campeón de la Copa Interandina 1960     |
| Club Deportivo Macará                 | Ambato    | Bellavista El Ejido                                             | 15.000 20.000 | 4° Puesto de la Copa Interandina 1960   |
| Club Sport Patria                     | Guayaquil | Modelo                                                          | 42.000        | 4° Lugar de la Copa de Guayaquil 1960   |

## Equipos por ubicación geográfica
| Provincia  | N.º | Equipos                                    |
| ---------- | --- | ------------------------------------------ |
| Guayas     | 4   | - Barcelona - Emelec - Everest - Patria    |
| Pichincha  | 3   | - Deportivo Quito - España - Liga de Quito |
| Tungurahua | 1   | - Macará                                   |

| Barcelona Emelec Everest Patria Liga de Quito España Deportivo Quito Macará |

## Partidos y resultados
| Local/Visita    | BAR | QUI | EME | ESP | EVE | LDU | MAC | PAT |
| --------------- | --- | --- | --- | --- | --- | --- | --- | --- |
| Barcelona       |     | 1-0 |     | 2-0 |     | 4-0 | 4-1 |     |
| Deportivo Quito | 1-0 |     | 2-1 |     | 3-0 |     |     | 1-1 |
| Emelec          |     | 5-1 |     | 4-2 |     | 3-1 | 3-2 |     |
| España          | 2-4 |     | 2-2 |     | 2-3 |     |     | 2-1 |
| Everest         |     | 1-0 |     | 2-1 |     | 2-1 | 3-4 |     |
| Liga de Quito   | 0-0 |     | 4-1 |     | 2-2 |     |     | 0-1 |
| Macará          | 0-1 |     | 3-4 |     | 3-2 |     |     | 1-2 |
| Patria          |     | 3-5 |     | 2-1 |     | 2-2 | 7-2 |     |

## Tabla de posiciones
|     |  |    | Equipo          | PJ | PG | PE | PP | GF | GC | DG  | PTS |
| --- |  | -- | --------------- | -- | -- | -- | -- | -- | -- | --- | --- |
| (C) |  | 1. | Barcelona       | 8  | 6  | 1  | 1  | 16 | 4  | +12 | 13  |
|     |  | 2. | Emelec          | 8  | 5  | 1  | 2  | 23 | 17 | +6  | 11  |
|     |  | 3. | Patria          | 8  | 4  | 2  | 2  | 19 | 14 | +5  | 10  |
|     |  | 4. | Deportivo Quito | 8  | 4  | 1  | 3  | 13 | 12 | +1  | 9   |
|     |  | 5. | Everest         | 8  | 4  | 1  | 3  | 15 | 16 | -1  | 9   |
|     |  | 6. | Liga de Quito   | 8  | 1  | 3  | 4  | 10 | 15 | -5  | 5   |
|     |  | 7. | Macará          | 8  | 2  | 0  | 6  | 16 | 26 | -10 | 4   |
|     |  | 8. | España          | 8  | 1  | 1  | 6  | 12 | 20 | -8  | 3   |

PJ = Partidos jugados; PG = Partidos ganados; PE = Partidos empatados; PP = Partidos perdidos; GF = Goles a favor; GC = Goles en contra; DG = Diferencia de gol; PTS = Puntos
| (C) | Campeón y clasificó a la Copa de Campeones de América 1961. |

### Evolución de la clasificación
| Equipo / Fecha  | 01 | 02 | 03 | 04 | 05 | 06 | 07 | 08 |
| --------------- | -- | -- | -- | -- | -- | -- | -- | -- |
| Barcelona       | 1  | 2  | 2  | 2  | 1  | 1  | 1  | 1  |
| Emelec          | 2  | 1  | 1  | 1  | 2  | 2  | 2  | 2  |
| Patria          | 4  | 3  | 3  | 3  | 3  | 3  | 3  | 3  |
| Deportivo Quito | 3  | 4  | 4  | 4  | 4  | 4  | 4  | 4  |
| Everest         | 5  | 5  | 6  | 6  | 5  | 5  | 5  | 5  |
| Liga de Quito   | 6  | 6  | 5  | 5  | 6  | 6  | 6  | 6  |
| Macará          | 7  | 8  | 8  | 7  | 7  | 7  | 7  | 7  |
| España          | 8  | 7  | 7  | 8  | 8  | 8  | 8  | 8  |

## Campeón
|                                             |
|                                             |
| Campeón Barcelona Sporting Club 1.er título |

## Goleadores
| Jugador        | Equipo    | Goles |
| -------------- | --------- | ----- |
| Enrique Cantos | Barcelona | 8     |
| Jorge Bolaños  | Emelec    | 6     |
| Carlos Cañola  | Macará    | 6     |